# رام (المحقق كونان)
رام (باليابانية: ラム، بالروماجي: Ramu) (بالإنجليزية: RUM) شخصية من شخصيات الأنمي والمانغا اليابانية المحقق كونان من تأليف غوشو أوياما. حيث يعد أحد الأعضاء الرئيسيين في المنظمة السوداء وثاني أهم شخصية بعد الزعيم، ويتميز بذكائه وحنكته، مما يجعله من أخطر أفراد المنظمة. يشغل رام منصب اليد اليمنى لزعيم المنظمة، ويُعتبر أكثر خبرة وذكاءً من جين.
تحيط بشخصية رام الكثير من الغموض، حيث لا يعرف معظم أعضاء المنظمة عنه سوى القليل، باستثناء الزعيم وفيرموث وجين. تم الكشف عن هويته الحقيقية في الفصل 1066 من المانغا والحلقة 1079 من الأنمي، حيث تبين أنه وكان يتنكر تحت اسم جيروكيشي سوزوكي.

## العلاقات
- الزعيم: رام هو الشخص الثاني في المنظمة، ولا يُأخذ الأوامر إلا من الزعيم مباشرة.
- جين: أشار جين أن جريمتي قتل كل من كوجي هانيدا وأماندا هيوز قبل 17 عاماً، سببه رام بعدما فشل في أداء وظيفته.
- كوراساو: كانت اليد اليمنى لرام، حفظت معلومات مهمة عن مما أدى إلى الأمر بقتلها، لكن رام أنقذها من الموت بعدما كانت بلموت قريبة من قتلها. اشتبهت بداية كونها رام، خاصة أنها تمتلك التصاحب الحسي لكن في الفيلم العشرين تم التأكد من عدم صحة النظرية. أمرها رام باقتحام مقر الشرطة اليابانية والوصول إلى الملفات السرية الخاصة بمكتب الأمن العام من أجل معرفة الجواسيس المندسين في المنظمة من قبل العديد من وكالات الاستخبارات.
- بينغا. وهو ذراع اليمنى لرام، وهو مساعد المقرب